# Советская улица (Саратов)
Сове́тская у́лица (в первой четверти XIX века Консисто́рская у́лица, в середине XIX века Ма́лая Дворя́нская у́лица, до 1918 Константи́новская у́лица)— одна из центральных улиц Саратова. Проходит от улицы Радищева до Астраханской улицы, пересекая улицы Горького, Вольскую, Чапаева, Рахова, Пугачёвскую.

## История

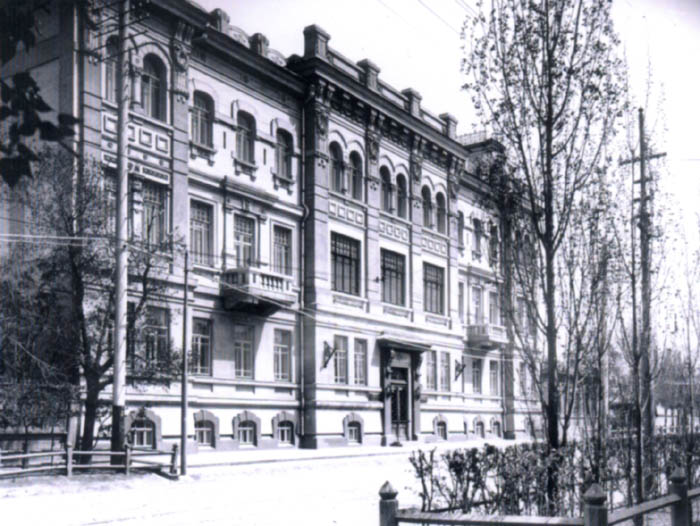
Здание суда на Константиновской улице

Улица стала появляться в первой четверти XIX века. Она начиналась от дома Теплякова на Никольской улице. В этом доме находилась лютеранская духовная консистория, давшая улице название Консисто́рская. Но это название не прижилось, и к середине XIX века улица стала называться Ма́лой Дворя́нской, в отличие от параллельной ей Большой Дворянской улицы. Через десять лет на этой улице поселился полицейский пристав Константинов, в 1834 году принимавший участие в обращении иргизских старообрядческих монастырей в единоверие. Улицу стали называть по его фамилии Константи́новской.
В 1918 году улица была переименована в Советскую, так как на ней находился губком партии большевиков.
По улице Советской проходит линия троллейбусных маршрутов № 2, 2а; трамвайных маршрутов № 3, 9, 10, 11, а также несколько линий маршрутных такси (№ 32, 44, 47, 57, 93).

## Примечательные здания и сооружения

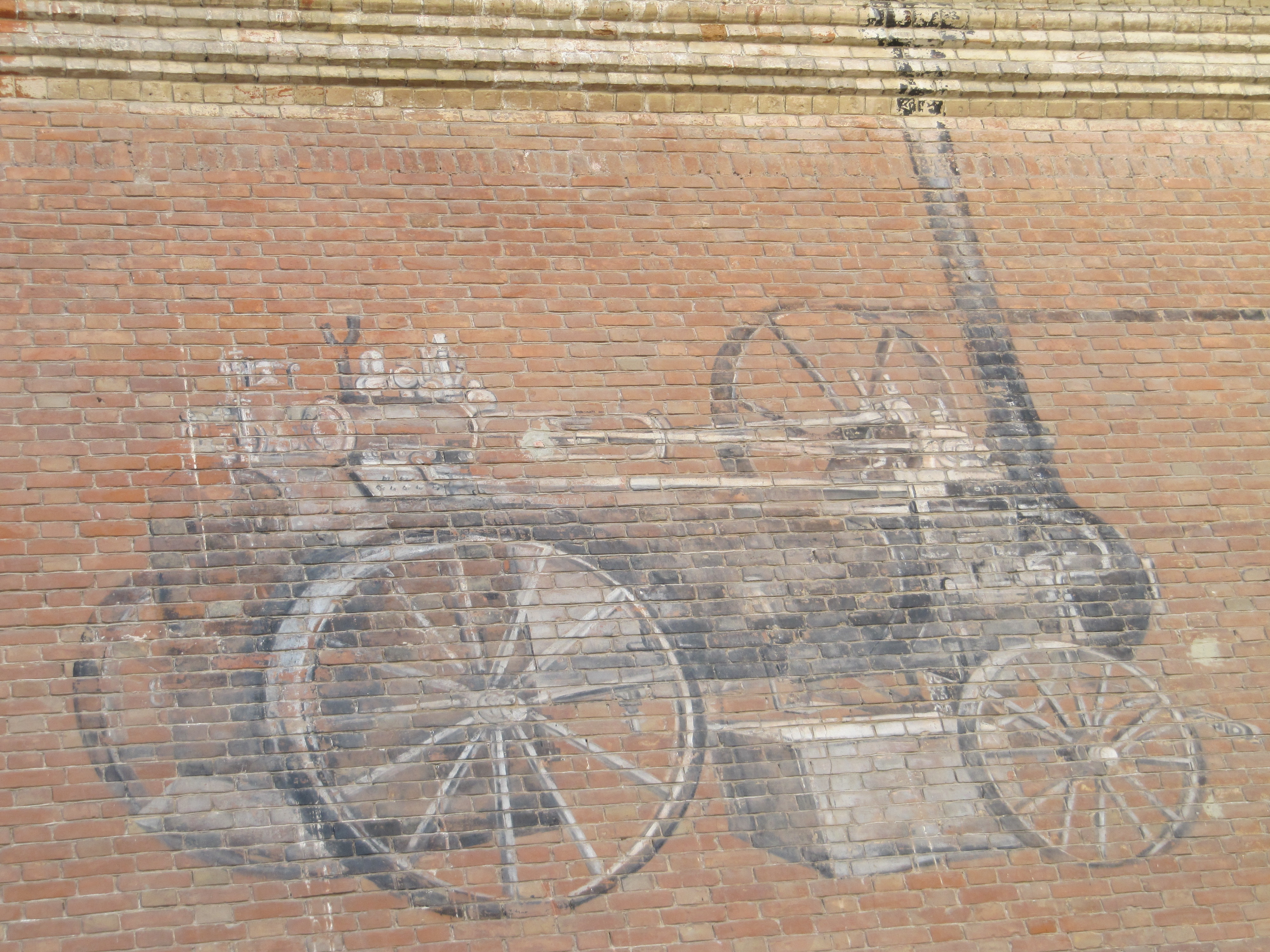
Реклама локомобиля на торговом доме Эрта

- № 2/21 — Саратовское отделение госбанка (1885 г., арх. М. Н. Грудистов), ныне — Саратовское отделение банка России
- № 1 — усадьба Скибиневского (1847 г., ОКН ФЗ);
- № 3/5 — комплекс доходных домов Пташкина (нач. XX в., модерн);
- № 5 — доходный дом В. А. Яхимовича с кариатидами (нач. XX в., модерн, на 2020 год разрушается);
- № 10 — торговый дом Эрта (неоготика), на боковой стене которого сохранились две дореволюционные рекламы паровых машин;
- № 30/32 — дом Вольского с бюстами А. С. Пушкина и А. Мицкевича;
- № 44 — Крестьянский поземельный и Дворянский земельный банк (1911 г., арх. Ю. Н. Терликов);
- № 57 — особняк династии врачей Соколовых-Захаровых (нач. XX в., модерн, на 2020 год разрушается).
- № 60 — здание коммерческого училища (1905 г. арх. А. М. Салько), ныне корпус СГАУ имени Вавилова.